# Friedrich-Abel-Gymnasium Vaihingen
Das Friedrich-Abel-Gymnasium (kurz FAG) ist ein allgemeinbildendes Gymnasium in Vaihingen an der Enz.

## Geschichte
Das Friedrich-Abel-Gymnasium ist aus der Vaihinger Lateinschule, die bereits in der Zeit vor der Reformation bestand, hervorgegangen.
Bedeutende Männer wie Johannes Brenz, der spätere Reformator, Philipp Friedrich Hiller, der Dichter geistlicher Lieder und Friedrich Abel, der Namensgeber des Gymnasiums, waren hier Schüler.
Ab 1913 verfügt Vaihingen mit der Latein- und Realschule über eine neuzeitliche Bildungsstätte. Die Gebäude für das heutige Gymnasium wurden 1963 errichtet und 1981 um einen Fachklassenbau für den naturwissenschaftlichen Unterricht erweitert. Mittlerweile wurde ein weiteres Gebäude hinzugefügt.
Namensgeber ist der deutsche Philosoph Jakob Friedrich von Abel, der in Vaihingen geboren wurde.

## Unterricht
Die Gebäude des Gymnasiums wurden im Jahre 1963 errichtet. 1981 kam der Fachklassenbau, in welchem heute hauptsächlich der naturwissenschaftliche Unterricht stattfindet, hinzu. Das Areal um das Gymnasium mit den Sporthallen liegt in einem verkehrsberuhigten Bereich, weshalb ein campusartiger Charakter entstand.
Am Friedrich-Abel-Gymnasium wird ein naturwissenschaftliches und ein sprachliches Unterrichtsprofil gelehrt. Englisch wird als erste und Latein oder Französisch als zweite Fremdsprache unterrichtet. Es besteht auch die Möglichkeit das Fach NwT-1, Naturwissenschaft und Technik, statt der zweiten Fremdsprache zu wählen. Ab der 6. Klasse wird dann die gewählte zweite Fremdsprache oder NwT-1 unterrichtet.
Im sprachlichen Profil können die Schüler Italienisch als dritte Fremdsprache, IMP oder NwT zu wählen. Für Schüler die NwT-1 gewählt haben ist nun eine Fremdsprache verpflichtend, sie müssen also entweder Italienisch oder einen Französisch-Kurs wählen.
Seit dem Schuljahr 2004/2005 durchlaufen alle Schüler das achtjährige Gymnasium (G8).

## Veranstaltungen und Sonstiges
Neben AGs finden jährlich Projekttage statt, bei denen Schülern, Lehrern und Eltern die Möglichkeit geboten wird, Projekte unter einem bestimmten Leitthema anzubieten. Den Schülern steht es frei, sich ihr Projekt selbst auszusuchen.
Ebenso jährlich finden statt: Der Saftladen (Unterstufen Disco), der Schul-Ball, der Abi-Streich und der Abi-Ball.
Des Weiteren erscheint einmal im Jahr die Schulzeitung „der Scholar“ und einmalig pro Jahr das Abi-Blatt, geschrieben von dem Abiturienten.
Das FAG hat ein polnisches Partnergymnasium in Łódź und pflegt den mit ihm und der amerikanischen Schule in Warschau einen Schüleraustausch. Mit Frankreich besteht ein Partnerschaftsprogramm mit der Französischen Partnerschule Collèges Jules Michelet in Angoulême.
Seit 2022 ist das Friedrich-Abel-Gymnasium als Weltethos-Schule ausgezeichnet, setzt sich also für „eine von allen mitgetragene, werteorientierte Schulkultur“ ein.

## Persönlichkeiten
- Kimsy von Reischach, ehemalige MTV-Moderatorin, legte 1994 am FAG ihr Abitur ab.
- Felix Franz, deutscher Meister über 400 m Hürden 2014, legte 2011 am FAG sein Abitur ab.
- Kolja Meyer, deutscher Faustballer und deutscher Vizemeister und Europapokalsieger 2012 mit dem TV Vaihingen/Enz unterrichtet hauptberuflich als Lehrer am Friedrich-Abel-Gymnasium.